# Orecchio interno
L'orecchio interno è la parte più interna dell'orecchio dei vertebrati. Esso è posto nell’osso temporale ed è costituito esternamente dal labirinto osseo, contenente perilinfa, e più internamente da un labirinto membranoso, contenente endolinfa. L'orecchio interno è diviso in due parti:
- Coclea, che è l'organo dell'udito;
- Vestibolo, che è l'organo dell'equilibrio.

La conoscenza dell'anatomia dell'orecchio interno fu rivoluzionata da Domenico Cotugno, il quale, nel suo De aquaeductibus auris humanae anatomica dissertatio (Napoli 1761), descrisse accuratamente per la prima volta, gli acquedotti del vestibolo e della coclea e soprattutto sostenne la presenza ubiquitaria di liquido nel labirinto, suscitando sorpresa tra gli studiosi del tempo, che invece ritenevano fosse presente aria, in accordo alla dottrina aristotelica.

## Visione d'insieme dell'orecchio
L'orecchio esterno focalizza, dirige e amplifica le onde sonore, che mettono in vibrazione il timpano auricolare, verso l'orecchio medio. Nell'orecchio medio, l'energia di queste onde viene trasformata in movimenti meccanici della struttura ossea dell'orecchio medio (nell'ordine martello, incudine e staffa). L'ultimo dei tre ossicini della catena, la staffa, muovendosi provoca un'oscillazione della membrana posizionata sulla finestra ovale della coclea, la quale a sua volta trasmette l'impulso cinetico alla perilinfa contenuta nella scala vestibolare. Da qui si propaga fino a terminare nella finestra rotonda, che si trova alla fine della scala timpanica. Scala vestibolare e scala timpanica sono unite tra di loro nel punto apicale della coclea, detto elicotrema. La vibrazione della membrana basilare, la quale separa la scala timpanica dalla scala media, dovuta alle onde presenti nella scala timpanica, causano la percezione dello stimolo da parte delle cellule ciliate cocleari.
Le cellule ciliate cocleari sono in contatto con le cellule nervose che fanno parte del nervo vestibolococleare. Di lì il segnale, che nella coclea viene trasdotto (l'energia cinetica diventa energia elettro-chimica), giunge all'area acustica della corteccia cerebrale, e poi al lobo temporale del cervello: qui avviene la decodificazione dell'impulso elettrico, e si giunge così alla percezione del suono.
Sempre nell'orecchio interno, vicino all'apparato cocleare troviamo il sistema vestibolare o apparato vestibolare. Il sistema vestibolare periferico, attraverso il nervo vestibolare, trasmette al sistema nervoso centrale (SNC) le informazioni provenienti dalle cellule ciliate riguardanti i movimenti della testa e gli effetti inerziali prodotti dalla forza di gravità. Il sistema vestibolare utilizza, come la coclea, cellule definite ciliate per percepire l'impulso ma che hanno caratteristiche differenti da quelle cocleari.
Il sistema vestibolare è formato da due organi otolitici, il sacculo (che comunica direttamente con la coclea tramite il Dotto di Hensen) e l'utricolo, e da tre canali semicircolari. Gli organi otolitici sono così chiamati perché nella membrana gelatinosa (detta membrana otolitica) che ricopre l'epitelio sensoriale (situato in una zona detta macula) si trovano gli otoliti (o otoconi). Gli otoliti sono cristalli di carbonato di calcio che appesantiscono la membrana gelatinosa e, durante i movimenti del capo, rimangono indietro per inerzia. In tal modo le accelerazioni lineari (tra cui la forza di gravità) vengono trasdotte sulle macule.
I canali semicircolari recepiscono invece le accelerazioni angolari, grazie alla forza inerziale che i movimenti esercitano su un altro tipo di membrana gelatinosa detta cupola, la quale ricopre l'epitelio sensoriale che in questo caso si trova nelle creste ampollari.